# Joseph François Joubert-Bonnaire
Joseph François Joubert-Bonnaire (Noirmoutier 1756 – Corzé 1822), industriel, maire d'Angers et député du Maine-et-Loire.

## Biographie

### Vie familiale
Joseph François Joubert fut un riche industriel, issu d'une famille originaire de l'Île de Noirmoutier. Cette famille vendéenne fit souche en Anjou.
Né le 10 août 1756 à Noirmoutier-en-l'Île, il épouse le 20 mars 1777 à Angers, Françoise Marie Bonnaire, fille de François Bonnaire, sieur de la Challerie à Corzé, (1719-1779), riche négociant en toiles et propriétaire de la manufacture royale d'Angers. Joseph François prend alors le patronyme de Joubert-Bonnaire. Leur fille Anne-Catherine épouse Frederic Moreau, riche négociant.

### Vie politique
En 1779, il est nommé Juge-Consul, magistrat royal municipal représentant la corporation des marchands.
Lors de la Révolution française, il devint président du Directoire du district d'Angers.
En 1796, (An V), il est nommé président de l'administration municipale d'Angers.
En avril 1797, (23 germinal an V), il devint maire d'Angers et la même année est élu député Bonapartiste de Maine et Loire (1797-1799) au Conseil des cinq-cents.
En 1800, (thermidor an VIII), il devint conseiller général de Maine-et-Loire.
Le 25 septembre 1801, (le 3 vendémiaire an X), il est réélu maire d'Angers jusqu'en 1808.
Le 5 novembre 1804 (brumaire an XIII), il est fait chevalier de la Légion d'honneur.
Le 18 février 1808, il fut élu par le Sénat conservateur député de Maine-et-Loire au Corps législatif jusqu'en 1815.
Le 28 janvier 1809, il est fait chevalier de l'Empire par lettres patentes.
En 1815, il fait partie des représentants à la Chambre des Cent-Jours.
Par la suite, retiré de la politique, il créa la bourse de commerce d'Angers.
Il meurt à Corzé le 6 juin 1822. Il est enterré dans la chapelle familiale la Challerie dans la propriété de Corzé. Sa dépouille sera exhumée le 26 avril 1869 et inhumé le lendemain au cimetière de l'Est à Angers.
Il s'était fait construire l'hôtel Joubert-Bonnaire.

## Sources
1. ↑  « L'Anjou : journal de l'Ouest », sur Gallica, 13 décembre 1886 (consulté le 9 janvier 2025)
2. ↑  « Comment prendre en compte les risques amiante ? », sur archives49.fr (consulté le 7 juin 2023).
3. ↑  Memorialgenweb.org - François-Joseph JOUBERT-BONNAIRE